# Káffajávrásj
Káffajávrásj är en sjö i Jokkmokks kommun i Lappland och ingår i Luleälvens huvudavrinningsområde. Sjön har en area på 0,0496 kvadratkilometer och ligger 530,2 meter över havet. Káffajávrásj ligger i Udtja Natura 2000-område.

## Delavrinningsområde
Káffajávrásj ingår i det delavrinningsområde (736908-166398) som SMHI kallar för Ovan Rissebäcken. Medelhöjden är 523 meter över havet och ytan är 26,81 kvadratkilometer. Det finns inga avrinningsområden uppströms utan avrinningsområdet är högsta punkten. Råtjejåkkå som avvattnar avrinningsområdet har biflödesordning 4, vilket innebär att vattnet flödar genom totalt 4 vattendrag innan det når havet efter 251 kilometer. Avrinningsområdet består mestadels av skog (78 procent) och sankmarker (19 procent). Avrinningsområdet har 0,44 kvadratkilometer vattenytor vilket ger det en sjöprocent på 1,6 procent.